# Касарес, Хуан
Хуан Рамон Касарес Севильяно (исп. Juan Ramón Cazares Sevillano; род. 3 апреля 1992[…], Роса-Сарате, Эсмеральдас) — эквадорский футболист, полузащитник клуба «Атлетико Минейро» и сборной Эквадора.

## Клубная карьера
Касарес начал карьеру в клубе «Барселона» из города Гуаякиль. В 2009 году он ненадолго оказался в команде «Норте Америка», но уже спустя пару месяцев присоединился к «Индепендьенте дель Валье». В том же году Хуан дебютировал в эквадорской Примере. В первом же сезоне на профессиональном уровне он забил девять мячей в шестнадцати матчах. После такого яркого старта Касерес был арендован аргентинским «Ривер Плейтом», где в составе молодёжной команды выиграл молодёжный Кубок Либертадорес и был признан лучшим игроком турнира. Летом 2011 года Хуан был выкуплен аргентинским клубом за 1 млн евро. 8 декабря в матче Кубка Аргентины против «Дефенсорес де Бельграно» он дебютировал за «Ривер». 27 августа в поединке против «Сан-Лоренсо де Альмагро» Касарес дебютировал в аргентинской Примере, заменив во втором тайме Мануэля Лансини.
В начале 2013 года он вернулся на родину в гуаякильскую «Барселону». 10 марта в матче против «Макары» Хуан дебютировал за новый клуб, заменив во втором тайме Хайме Айови.
Летом того же года Касарес на правах аренды перешёл в «Банфилд». 5 августа в поединке против «Альмиранте Браун» он дебютировал в аргентинской Примере B. 7 декабря в матче против «Унион Санта-Фе» Хуан сделал «дубль» забив свои первые голы за «Банфилд». По итогам сезона он помог команде выйти в элиту.
В начале 2016 года Касарес перешёл в бразильский «Атлетико Минейро». 14 мая в матче против «Сантоса» он дебютировал в бразильской Серии A. В этом же поединке Хуан забил свой первый гол за новый клуб. В том же году он стал победителем Лиги Минейро, а через год повторил данное достижение. В 2017 году в матчах Кубка Либертадорес против парагвайского «Либертада», боливийского «Спорт Бойз Варнес» и аргентинского «Годой-Крус» Хуан забил пять мячей.

## Международная карьера
В 2011 году Касарес завоевал бронзовую медаль на молодёжном чемпионате Южной Америки в Перу. На турнире он сыграл в матчах против команд Аргентины, Парагвая, Чили и дважды против Колумбии и Бразилии. В поединке против колумбийцев Хуан забил гол. Летом того же года Касарес принял участие в молодёжном чемпионате мира в Колумбии. На турнире он сыграл в матчах против сборных Австралии, Испании, Коста-Рики и Франции.
7 сентября 2014 года в товарищеском матче против сборной Боливии Касарес дебютировал за сборную Эквадора. В этом же поединке он забил свой первый гол за национальную команду.
Летом 2015 года Хуан принял участие в Кубке Америки в Чили. На турнире он сыграл в матчах против Боливии и Мексики.
В 2016 году Касарес во второй раз принял участие в Кубке Америки в США. На турнире он сыграл в матчах против команд Перу и Гаити.

### Голы за сборную Эквадора
| # | Дата            | Место                        | Противник | Результат | Счет | Соревнование      |
| - | --------------- | ---------------------------- | --------- | --------- | ---- | ----------------- |
| 1 | 6 сентября 2014 | Локхарт, Форт-Лодердейл, США | Боливия   | 0:2       | 0:4  | Товарищеский матч |

## Достижения
Эквадор (до 20)
- Бронзовый призёр молодёжного чемпионата Южной Америки: 2011